# Монтеминяйо
Монтеминя̀йо (на италиански: Montemignaio) е село и община в централна Италия, провинция Арецо, регион Тоскана. Разположено е на 739 m надморска височина. Населението на общината е 622 души (към 2010 г.).